# Devrim Erbil
Devrim Erbil, né en 1937 à Uşak, est un peintre turc, directeur de musée et professeur.

## Biographie
Devrim Erbil est né en 1937 à Uşak,. Il inaugure sa première exposition à la Turkish American Association alors qu'il est lycéen.
Il étudie à l'école de beaux-arts d'Istanbul, travaillant dans les studios de Bedri Rahmi Eyüboğlu, Cemal Tollu et Cevat Dereli (tr).
Il met en place le Mavi Grup (Groupe Bleu) en 1963. Il expose aux Biennales de Paris et de Venise, ainsi qu'à Istanbul et à Ankara.
Il est directeur de musée et professeur.